# مايكل جيمس ويتى
مايكل جيمس ويتى (بالإنجليزية: Michael James Whitty)‏ (1795 في دونكورميك، مقاطعة وكسفورد - 10 يونيو 1873 في ليفربول ) هو محرر ومالك لصحيفة إنجليزية،.
كان ويتي قائد شرطة سابقًا في ليفربول، حيث قام بحملة لإلغاء قانون الطوابع الذي فرضت به الضرائب على الصحف. عندما وقع الإلغاء، بدأ وايت في نشر صحيفة ديلي بوست ببنس واحد لكل نسخة، مما قلل من جريدة مدينة ليفربول الأكثر مبيعًا، وهي ليفربول ميركوري.
تم دفن ويتي في مقبرة ألفيلد، كان الصحفي إدوارد مايكل وايت ابنه.